# Белов, Николай Иванович (полный кавалер ордена Славы)
Николай Иванович Белов (1924 — 1993) — командир орудийного расчёта 146-го отдельного истребительно-противотанкового дивизиона (82-я стрелковая дивизия, 65-я армия, 1-й Белорусский фронт), позднее командир отделения пешей разведки 1210-го стрелкового полка (362-я стрелковая дивизия, 33-я армия, 3-й Белорусский фронт), полный кавалер Ордена Славы.

## Биография
Николай Иванович Белов родился в Подмосковье, в селе Онуфриево в крестьянской семье. Окончил 7 классов, работал слесарем в колхозе.
В 1941 году при обороне Москвы село оккупировано немецкими войсками и освобождено Красной Армией через 3 недели.  Николай Белов направился в Ново-Петровский райвоенкомат и записался добровольцем в армию. С апреля 1942 года Николай Белов на фронтах Великой Отечественной войны. Первый бой он принял под Волоколамском.
В начале 1944 года при прорыве обороны противника разведывал огневыё точки противника и под сильным обстрелом уничтожил 2 пулемётные точки. Приказом по дивизии 11 февраля 1944 года был награждён медалью «За отвагу».
27 марта 1944 года в бою у населённого пункта Красница в Могилёвской области Белоруссии при выходе на открытую площадку для стрельбы по самоходным орудиям в передок орудия попал снаряд противника и он был подожжён. Несмотря на ранение в спину командир орудия сержант Белов потушил пожар и спас боеприпасы и орудие. Приказом по дивизии 18 апреля 1944 года он был награждён орденом Славы 3-й степени.
После излечения в госпитале был направлен в 1210 стрелковый полк командиром отделения пешей разведки.
27 июня 1944 года в числе первых на подручных средствах форсировал озеро Маслица и  реку Днепр в районе Могилёва. 14 июля 1944 года приказом по 1210 стрелковому полку он был награждён медалью «За отвагу».
23 июля 1944 года, выполняя задание командования, находился в тылу противника для сбора разведывательных данных, захватил в плен унтер-офицера и уточнил сведения о численности и расположении войск противника. 12 августа 1944 года приказом по 362 дивизии был награждён орденом Красной Звезды.
При освобождении Литвы в районе города Вилкавишкис 29 августа 1944 года в бою вместе с сержантом Лебакиным он ворвался во вражескую траншею и, умело ведя бой гранатами, уничтожили 20 солдат противника. 31 августа он повторно был награждён орденом Славы 3-й степени.
В бою 14 января 1945 года при прорыве обороны противника с группой разведчиков пробрался в расположение противника в районе населённого пункта Мшадля-Нова в 28 км к юго-западу от города Пулавы (Польша), первым ворвался в траншею, гранатами подавил пулемётную точку и захватил 2 солдат в плен. Приказом по 33-й армии 21 февраля 1945 года сержант Белов был  награждён орденом Славы 2-й степени.
В мае 1945 года Николай Белов демобилизовался, вернулся на родину.
Работал в колхозе, затем в совхозе «Онуфринский»: счетоводом, кассиром, слесарем. По выходе на пенсию продолжал работать слесарем.
Указом Президиума Верховного Совета СССР от 19 августа 1955 года приказ о повторном награждении орденом Славы 3-й степени был отменён и в порядке перенаграждения он был награждён орденом 1-й степени, став полным кавалером ордена Славы.
В 1985 году он участвовал в Параде на Красной площади в честь 40-летия Победы, в том же году в порядке массового награждения участников Великой Отечественной войны был награждён орденом Отечественной войны 1-й степени.
Николай Иванович Белов скончался 12 августа 1993 года.

## Память
В селе Онуфриево его именем названа улица.